# Doppio Zero
Doppio Zero è una raccolta di canzoni del periodo 1976-1979 di Renato Zero. È uscita il giorno prima dell'inizio dell'MpZero Tour 2007.

## Tracce
Disco 1:
1. Mi vendo - 4:18
2. Triangolo - 4:37
3. Madame - 3:47
4. Morire qui - 3:38
5. Baratto - 4:19
6. Io uguale io - 4:00
7. L'ambulanza - 3:53
8. Sesso o esse - 4:24
9. Sbattiamoci - 3:42
10. Fermo posta - 3:33
11. Sgualdrina - 3:18
12. RH negativo - 3:08
13. Manichini - 3:25
14. Grattacieli di sale - 3:24
15. Il caos - 4:07
16. Regina - 3:37
17. Chi sei - 3:50

Disco 2:
1. Il cielo - 4:18
2. Il carrozzone - 4:35
3. La favola mia - 4:22
4. La tua idea - 3:23
5. La rete d'oro - 4:24
6. Fermati - 3:00
7. Arrendermi mai - 4:29
8. Motel - 4:31
9. Vivo - 3:57
10. Un uomo da bruciare - 3:38
11. Inventi - 3:30
12. No! Mamma, no! - 4:08
13. Uomo, no - 4:44
14. Salvami! - 4:25
15. L'evento - 4:28
16. Sogni di latta - 4:32
17. Tu che sei mio fratello - 3:55